# Calamus arctifrons
Calamus arctifrons is een straalvinnige vissensoort uit de familie van zeebrasems (Sparidae). De wetenschappelijke naam van de soort is voor het eerst geldig gepubliceerd in 1882 door Goode & Bean.